# Plexus veineux
Un plexus veineux est un plexus vasculaire constitué exclusivement de veines.
Les principaux plexus veineux en anatomie humaine sont :
- le plexus veineux basilaire
- le plexus veineux de Batson
- le plexus veineux vertébraux internes
- le plexus ptérygoïdien
- le plexus veineux sous-muqueux du nez
- le plexus veineux utérin
- le plexus veineux vaginal
- le plexus de Kobelt
- le plexus veineux du canal hypoglosse
- le plexus veineux vésical
- le plexus veineux soléaire
- le plexus veineux pampiniforme
- le plexus veineux prostatique
- le plexus veineux rectal